# 凯文·沃尔什
凯文·沃尔什（英語：Kevin Walsh，1969年5月20日—），澳大利亚男子草地滚球运动员。他曾代表澳大利亚参加1998年英联邦运动会草地滚球比赛，获得男子四人银牌。